# Сезенков
Сезенко́в (укр. Сезенків) — село, входит в Барышевскую поселковую общину Броварского района Киевской области Украины. До 2020 года входило в состав Барышевского района.
Население по переписи 2001 года составляло 735 человек. Почтовый индекс — 07524. Телефонный код — 4576. Занимает площадь 4,76 км². Код ЄДРПОУ: 04362906. День села — 27 октября.

## Личности
В селе родились:
Леончук Марина Николаевна — украинская телеведущая, журналист.

## Местный совет
07524, Киевская обл., Барышевский р-н, c. Сезенков, ул. Центральная, 34, тел. 277-00, ssr524@ukr.net.